# 菲律賓鷹鵰
菲律宾鹰雕（學名：Nisaetus philippensis）是一種鷹科猛禽，棲息於亞熱帶或熱帶的潮濕低地森林，由於棲息地的日益減少，目前處於瀕危狀態。

## 流行文化
- 在中国动画《黑猫警长》中的食猴鹰即是以菲律宾鹰雕为原型。